# Henryk Matyja
Henryk Matyja (ur. 24 marca 1923, zm. 15 marca 2001) – polski naukowiec, prof. zw. dr inż., specjalista w zakresie materiałoznawstwa, materiałów amorficznych i ultradrobnoziarnistych, wykładowca Wydziału Inżynierii Materiałowej Politechniki Warszawskiej. 
Wieloletni kierownik Zespołu Materiałów Amorficznych WIM PW, od ponad 50 lat związany z Politechniką Warszawską, wybitny specjalista w dziedzinie inżynierii materiałowej, twórca polskiej szkoły materiałów amorficznych i nanokrystalicznych miękkich magnetyków. 

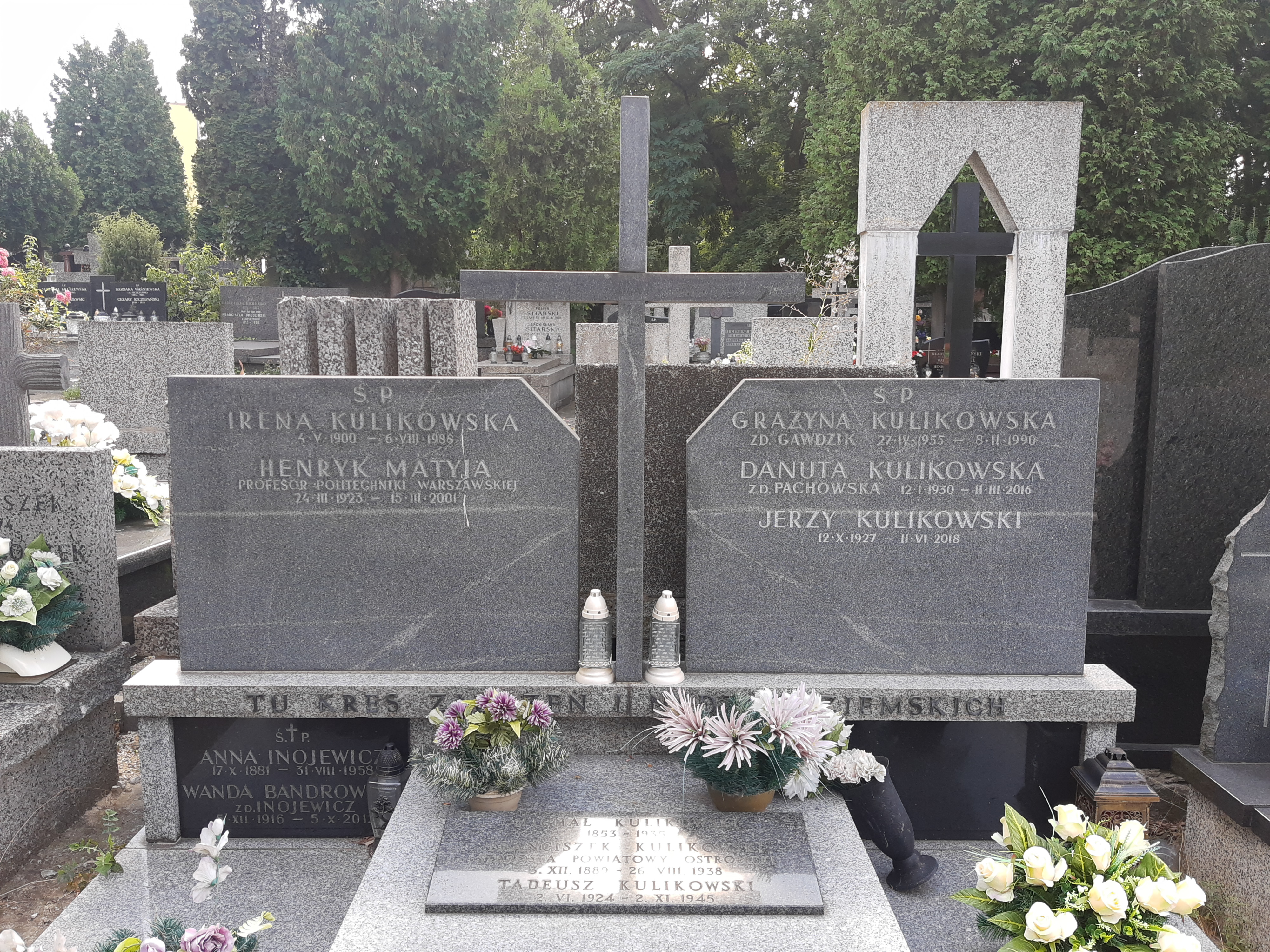
Grób prof. Henryka Matyi na cmentarzu Wawrzyszewskim

Pochowany na cmentarzu Wawrzyszewskim w Warszawie.